# Filicerozaena
Filicerozaena is een geslacht van kevers uit de familie van de loopkevers (Carabidae). De wetenschappelijke naam van het geslacht is voor het eerst geldig gepubliceerd in 2001 door Deuve.

## Soorten
Het geslacht Filicerozaena omvat de volgende soorten:
- Filicerozaena bravoi Deuve, 2004
- Filicerozaena callangaensis Deuve, 2005
- Filicerozaena chiriboga Deuve, 2004
- Filicerozaena cosangaensis Deuve, 2005
- Filicerozaena flava Deuve, 2004
- Filicerozaena leleuporum Deuve, 2005
- Filicerozaena losi Deuve, 2005
- Filicerozaena moreti Deuve, 2001
- Filicerozaena tagliantii Deuve, 2005
- Filicerozaena toureti Deuve, 2004